# Xocotl
Xocotl é o deus asteca do fogo e das estrelas.